# Montisi
Montisi ist ein Ortsteil (Fraktion, italienisch frazione) von Montalcino in der Provinz Siena, Region Toskana in Italien.

## Geografie
Der Ortsteil liegt 5 km östlich von San Giovanni d’Asso, 15 km nordöstlich des Hauptortes Montalcino und 32 km südöstlich der Provinzhauptstadt Siena bei 413 Höhenmetern in den Crete Senesi. Der historische Ortskern ist unterteilt in die Viertel Castello, Piazza, San Martino und Torre.

## Geschichte
Erstmals schriftlich erwähnt wurde der Ort 1213 in einem Dokument von Rinaldo Griffolini di Monteghisi. Im 11. Jahrhundert war der Ort im Besitz der Grafen Scialenghi. Ab 1283 war der Ort selbständige Kommune. Als Simone di Ranuccio Cacciaconte deglia Scialenghi 1295 verstarb, hinterließ er seine Besitztümer dem Hospital Santa Maria della Scala. Das Hospital installierte hier eine Grancia (ähnlich einem Zehnthof) zur autonomen Versorgung des Hospitals. Das Gebäude wurde 1775 von Leopold II. an Jacopo Mannucci Benincasa verkauft, dessen Erben noch heute im Besitz der Grancia sind. Am 30. Juni 1944 wurde durch deutsche Truppen der dem Torre del Mangia des Palazzo Pubblico in Siena ähnliche Hauptturm zerstört. Enthält heute ein restauriertes Theater mit 58 Plätzen. Der einst selbständige Ort wurde 1777 Ortsteil von Trequanda. Von 1878 bis zum 1. Januar 2017 gehörte der Ort zu San Giovanni d’Asso und wurde dann mit San Giovanni d’Asso Ortsteil der Gemeinde Montalcino.

## Sehenswürdigkeiten

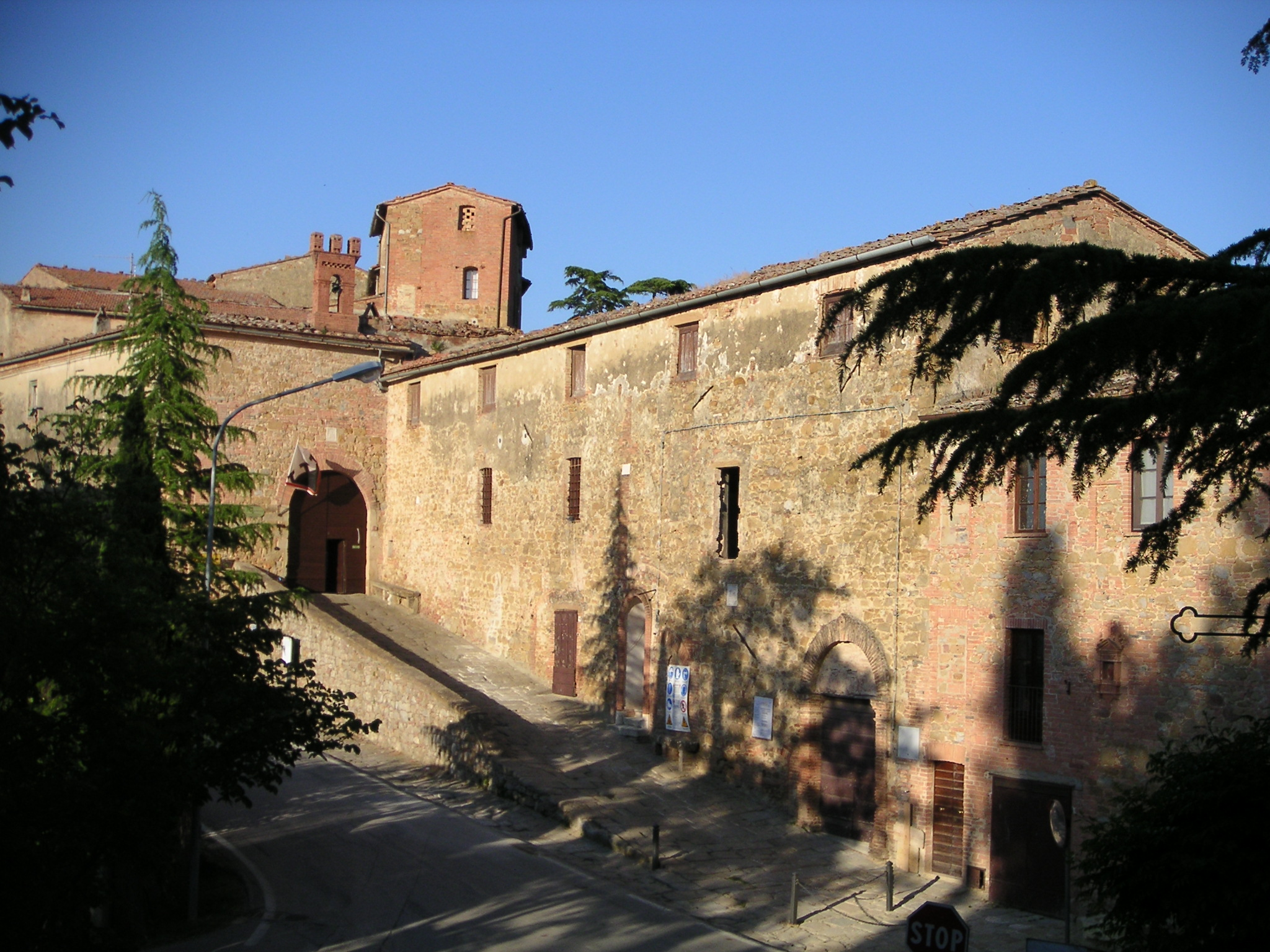
Die Grancia von Montisi

- Pieve della Santissima Annunziata, auch Chiesa dell’Annnciazione oder dell’Assunta genannt, Pieve und Kirche im Ortskern. Enthält von Neroccio di Bartholomeo di Benedetto de’ Landi das Gemälde Madonna col Bambino tra i Santi Paolo, Giacomo, Pietro, Luigi e Lodovico (1496 entstanden).[2]
- Chiesa delle Sante Flora e Lucilla, Kirche im Ortskern. Der Innenraum wurde 1732 restauriert.[2]
- Oratorio di Sant’Antonio abate della compagnia del Santissimo Sacramento, Kirche aus dem 16. Jahrhundert mit Fassade und Campanile aus dem Jahr 1616. Das Kircheninnere wurde 1773 restauriert. Enthält das Werk Ultima Cena von Astolfo Petrazzi.[2]
- Santuario della Madonna delle Nevi (Chiesa della Torricella), 1649 eingeweihte Kirche.[2]
- Oratorio di San Bartolomeo (auch Cappella della Croce oder della Crocetta genannt), Oratorium kurz außerhalb des Ortskerns, enthält Fresken aus dem 14. Jahrhundert.[2]
- Chiesa di Santa Lucia, Kirche außerhalb des Ortskerns aus dem 17. Jahrhundert.[2]